# Johann Friedrich von Tröltsch
Freiherr Johann Friedrich von Tröltsch (* 8. März 1728 in Nördlingen; † 1. September 1793 in Augsburg) war ein deutscher Jurist.

## Leben
Johann Friedrich von Tröltsch wurde als zweites Kind des Walfried Daniel Tröltsch (* 16. August 1692 in Weißenburg; † 30. Mai 1766 in Nördlingen), Jurist und Stadtammann in Nördlingen, und dessen zweiter Ehefrau Maria Barbara (* 17. April 1707 in Nördlingen; † 5. Mai 1790 ebenda), eine Tochter des Christian Friedrich Wolf (1664–1748), Geheimer Rat und Stadtkämmerer, geboren. Seine Geschwister waren:
- Georg Christian Tröltsch (* 20. Februar 1731; † 10. November 1813), Hofrat, Leibarzt und erster Bürgermeister von Nördlingen; er wurde in einer Schmähschrift von Wilhelm Ludwig Wekhrlin auch als Pips von Hasenfuß bezeichnet;
- Walfried Daniel Tröltsch (* 30. Dezember 1741; † 14. März 1811), Superintendent in Nördlingen.

Johann Friedrich von Tröltsch besuchte in Nördlingen das Lyzeum und hatte Unterricht beim Konrektor Ehinger und dem Rektor Georg Friedrich Dolp (1674–1750). Im Anschluss ging er 1746 zum Studium der Rechtslehre an die Universität Erlangen und besuchte die Vorlesungen beim Professor Johann Gottlieb Gonne (1713–1758), Carl Adolph von Braun, Andreas Elias Rossmann (1708–1767) und Johann Justin Schierschmid. Während seines dortigen anderthalbjährigen Aufenthaltes verfasste er zwei lateinische Abhandlungen, De enunciationibus identicis mit einem philosophischen sowie Peinrisdictione in genere eiusque a legis actione et reliquo iudicis officio differentia, iure Romano mit einem juristischen Inhalt. Von dort aus besuchte er die Universität Göttingen und hörte Vorlesungen bei Georg Christian Gebauer, Johann David Köhler, Johann Jakob Schmauß, Georg Heinrich Ayrer und Johann Lorenz von Mosheim. Er vervollständigte sein Jura-Wissen zum deutschen Staatsrecht, der Staatswirtschaft sowie zur Kirchengeschichte.
Sein Studium beendete er mit einer lateinischen Disputation über die Nördlinger Statuten, Anlečta iuris ad singularia statutorum Nordingensium, in Academia Georgia Augefta, moderante Georg. Henrico Ayrero, die 19 Marta. 1749, publice disputat Jo. Friedericus Troeltsch, Nordlingensis, Auctor in einer öffentlichen Verteidigung unter dem Vorsitz von Professor Georg Heinrich Ayrer; allerdings verzichtete er auf die Annahme eines Universitätstitels.
Nach seiner Rückkehr nach Nördlingen unterstützte er anfangs den Rechtskonsulenten Johann Friedrich Scheiffelhut, der seinerzeit erkrankt war. Durch seinen älteren Bruder erhielt er 1752 eine Anstellung als Gesellschafter bei der Fürstin zu Öttingen-Öttingen Sophie Luise von Hessen-Darmstadt (1670–1758), Tochter von Ludwig VI. und Witwe von Fürst Albrecht Ernst II. von Oettingen-Oettingen (1669–1731), bei der er bis zu ihrem Tod 1758 blieb. Ihr zu Ehren gab er die Denkschrift Betrachtungen, womit das preiswürdigste Andenken der weyl. Durchlauchtigsten Fürstin und Frau, Frau Sophie Louise, verwitwete Fürstin zu Oettingen gebohrne Landgräfin zu Hessen, die den 2. Jun. 1758 Dero ruhmvolles Leben in dem 88sten Jahre höchstselig beschlossen haben, verehrt Ihro Hochfürstl, Durchlaucht unterthänigster Knecht, hinterbliebener Witthumsrath, Johann Friedrich Tröltsch. Nach ihrem Tod hielt er sich einige Zeit beim Fürstbischof von Augsburg Joseph Ignaz Philipp von Hessen-Darmstadt auf, der ein Erbe der verstorbenen Fürstin war. Während des Aufenthaltes kam er mit mehreren angesehenen Häusern in Bekanntschaft, die seine weitläufigen Kenntnisse schätzen lernten und beschlossen ihn bei einer vakanten Stelle nach Augsburg zu rufen.
Inzwischen trat er aber als wirklicher Hof- und Regierungsrat in die Dienste von Fürst Johann Aloys I. zu Oettingen-Spielberg (1707–1780) in dem Fürstentum Oettingen, verbunden mit der Stelle eines Ober-Amtmann in Aufkirch. Anlässlich der Hochzeit von Prinzessin Leopoldine (1741–1795), Tochter seines Fürsten, mit dem Kammerherrn Ernst Christoph von Kaunitz-Rietberg verfasste Johann Friedrich von Tröltsch einen besonderen Aufsatz, Oesterreich als der Schild und das Herz des Oettingischen Hauses, bey der hohen Vermählung der Durchlauchtigsten Prinzessin Leopoldine von Oettingen, des Durchlauchtigsten Fürsten und Herrn Herrn, Johann Aloysens ältesten Prinzessin, Tochter, mit dem hochgebohrnen Grafen und Herrn Heil. Röm. Reichs Grafen zu Kaunitz und Rietberg, Ihro Röm. kaiserl, und königlichen Apostolischen Majestät wirklichen Kammerherrn etc. welche den 12. Jan. 1761 in der kaiserl. königl. Residenzstadt Wien feyerlichst vollzogen wurde, in unterthänigster Ehrfurcht betrachtet von Joh. Friedr. Tröltsch Hochfürstl. Oettingischen Hofrath, der gedruckt wurde.
1767 verstarb in Augsburg der Ratskonsulent Lupin und Johann Friedrich von Tröltsch wurde zu dessen Nachfolger berufen. Er befasste sich in der Folge für den Augsburger Magistrat mit dem Abfassen von Rechtsgutachten, Entwerfen von Urteilssprüchen, Verteidigung von Rechten der Stadt in Fällen, in denen diese angefochten wurden, mit der Führung von Kriminalprozessen und wurde zu anderen Höfen und auswärtigen Instanzen abgeordnet.
1770 wurde er, gemeinsam mit den Bankiers Benedikt Adam Liebert und Carl Dominic von Carli (etwa 1760–1823) nach Wien gesandt, um bei den kaiserlichen Majestäten Maria Theresia und deren Sohn Joseph II. darum zu bitten, dringend benötigtes Getreide aus Italien durch Tirol nach Augsburg befördern zu dürfen; nach der Genehmigung konnte somit eine drohende Hungersnot für Augsburg vermieden werden. In diesem Jahr erarbeitete er auch die augsburgische Prozessordnung und ihm wurde die Advokatur der Hospitalstiftung übertragen.
1780 vertrat er Wilhelm Carl und dessen Bruder Wenzel Joseph zu Leiningen-Heidesheim vor dem Reichshofrat, die dort auf die Herausgabe des 1774 eingezogenen Besitzes ihres Urgroßvaters klagten bzw. reklamierte deren Rechte auf Sukzession in ihrem leiningen-falkenburgischen Familienstamm, von dem sie bisher wegen der unehelichen Geburt ihres Großvaters Johann Ludwig von Leiningen-Falkenburg ausgeschlossen waren. 1783 und 1784 wurden ihre Ansprüche als berechtigt anerkannt.
Nach dem Tod des Ratskonsulenten Johann Leonhard Tauber (1724–1777) erhielt Johann Friedrich von Tröltsch dessen Aufgaben als Reichs- und Kreisdeputierter, Deputierter des Münzwesens und das Scholarchenamt des evangelischen Gymnasiums Annäum in Augsburg. Als Reichs- und Kreisdeputierter vertrat er die Stadt Augsburg auf der Ordinare-Deputation (eine Zusammenkunft bei der zwei geistliche und zwei weltliche Fürsten aus Konstanz, Augsburg, Württemberg und Baden, ein Prälat der Reichsabtei Salem und der Reichsabtei Ochsenhausen, zwei Grafen aus dem Hause Oettingen-Wallerstein und Königsegg-Rotenfels sowie ein Vertreter der Reichsstadt Augsburg und der Reichsstadt Ulm sich berieten). Die Vertreter kamen während der Zusammenkunft täglich zusammen und legten die Ergebnisse wöchentlich einem Plenum zur Genehmigung vor.
Im Laufe der Zeit erhielt er auch die Deputationsstelle zum Landquartierwesen, zur Finanz- und Ökonomie-Verbesserung, die Advokatur bei St. Jakob und Konsultationen bei verschiedenen Fideikommissionen sowie bei auswärtigen Herrschaften.
1778 schuf er auch die Wechselordnung, die zur Verminderung der Streitigkeiten und Prozesse in Merkantil- und Wechselsachen führten. Er schuf genaue Bestimmungen der verschiedenen beim Ausstellen, Girieren (übertragen), Präsentieren, Assignieren und Barbezahlen der Wechselbriefe zu beachtende Vorschriften, nebst einem gerichtlichen Verfahren von Wechselsachen, besonders in Falliments-Fällen sowie eine Beschränkung der Wechselfähigkeit für die gemeinen Bürgerklassen und eine Verhütung heimlicher und betrügerischer Kontrakte mit Juden.
1790 wurde er durch den Reichsverweser Karl Theodor als Assessor an das Reichsvikariats-Hofgericht in München berufen.
Nach seinem Tod folgte ihm Johann Heinrich von Prieser (1749–1801) in Augsburg nach.
Während eines Aufenthaltes beim kurpfälzischen Geheimrat von Killinger auf dem Schloss Eschenau lernte er die älteste Tochter des dänischen Kanzlei- und Regierungsrates Johann Peter von Mouk, Anna Sophie Christina (* 27. November 1741 in Oldenburg; † unbekannt), kennen, die er am 31. Juli 1765 heiratete. Gemeinsam hatten sie acht Kinder:
- Johann Georg Friedrich, (* 3. Oktober 1766; † 3. November 1773);
- Maria Sophia Benedicana (* 2. Dezember 1768; † 1802);
- Paul Jakob (* 8. Juli 1770; † 9. September 1770);
- Walfried Daniel Christian (* 14. Mai 1773; † unbekannt), Jurist und Ratsherr in Augsburg
- Carl Friedrich (* 24. März 1777; † 12. Juni 1777);
- Thomas Anton (* 22. April 1775; † unbekannt), Ratsherr in Augsburg;
- Carl Ludwig (14. Februar 1779; † unbekannt);
- Albrecht Ferdinand (* 8. April 1785; † unbekannt).

## Mitgliedschaften
Er war Mitglied der Deutschen Gesellschaft in Altdorf.

## Ehrungen
Am 16. April 1765 wurde er, gemeinsam mit seinen beiden Brüdern, durch den Kaiser Joseph II. in den Adelsstand erhoben.
1781 wurde er mit seiner gesamten Familie und deren Nachkommen in das Patriziat Augsburgs aufgenommen.
Am 1. Oktober 1790 wurde er, gemeinsam mit seinen beiden Brüdern, durch den Reichsverweser in den Baron-Stand erhoben.

## Schriften (Auswahl)
- De enunciationibus identicis. Erlangae 1746.
- Peinrisdictione in genere eiusque a legis actione et reliquo iudicis officio differentia, iure Romano. Erlangae 1747
- Dissertatio circvlaris I. de ivrisdictione in genere eivsqve a legis actione et reliqvo ivdicis officio differentia ivre Romano. Erlangae: Becker, 1747
- Analecta ivris ad singvlaria statvtorvm Nordlingensivm. Gottinga: Schulz, 1749
- Betrachtungen über den fruchtbaren Einfluß der Bemühungen der deutschen Gesellschaften, in das deutsche Staatsrecht. In den Druck gegeben von der Altdorffchen deutschen Gesellschaft. Altdorf 1761.
- Charles-Jean-François Hénault; Johann Friedrich von Tröltsch: Chronologischer Auszug der Geschichte von Frankreich. 1760.
- Nachtrag zum Chronologischen Auszug der Geschichte von Frankreich. Bamberg, Frankfurt und Leipzig 1761.
- Neue europäische Staatscanzley welche die wichtigsten öffentlichen Angelegenheiten, vornemlich des Deutschen Reiches in sich fasset. Ulm; Frankfurt, M.; Leipzig: Stettin 1761.
- Verzeichniß gedruckter Oettingischer Urkunden. Oettingen: Lohse, 1762
- Unpartheyische Gedanken über die Anmerkungen des teutschen Hippolithus a Lapide. Cölln bey Peter Marteau 1762.
- Pro Notita den zwischen Oetting-Wallerstein und dem Kloster Neresheim getroffenen Vergleich betreffend. Oetting 1763.
- Fortgesetzte Unpartheyische Gedanken über die Anmerkungen des Teutschen. Cölln bey Peter Marteau 1763.
- Fol. Actenmäßige facti species des von des Ritter deutschen Ordens „Landkommenthuren der Balley Franken“, Freyherrn von Lehrtach wider des Hrn. Fürsten zu Oetting, Hochfürstl. Durchlaucht in die Oettingischen Lande unternommenen Landfriedens brüchigen Invasion und andern Thätlichkeiten, mit Beylagen No: I – XII. 1765
- Vollständiges Haupt-Register über den Theil der neuen Europäischen Staats-Canzley, nach Alphabetischer Ordnung entworfen, über den I. bis XII. Theil. Ulm: Stettin, 1765
- Fol. Pro Memoria in Vergleichungs-Sachen des Reichsgräflichen Hauses Oetting: Wallerstein, dann der Abtey des Convents zu Neresheim. Fol. Pro Memoria in allergnädigst confirmirten Vergleichssachen des Gräflichen Hauses Oetting-Wallerstein und der Abtey Neresheim 1766.
- Fol. Oettingisches Gegen Pro Memoria und Beylage wider das deutschordische Pro Memoria ad Comitia Imperii. Oettingen 1766
- Standhafte Gründe gegen die von dem Hrn. Abbt des Oetting. schutzverwandten Benedictiner Kloster Neresheim vermeintlich suchenden Admission zur Kreisstandschaft. Oett. 1766.
- Sammlung der neuesten Staats-Angelegenheiten vornehmlich des Deutschen Reichs. Ulm; Frankfurt, M.; Leipzig: Stettin, 1770
- Augsburgische Prozessordnung. Augsburg 1770.
- Fol. Anmerkungen über die pragmatische Geschichte der Reichs:Stadt Augsburgischen Reichsvogtey, zum Gebrauch in vorkommenden Rechtshändeln. Augsburg 1772.
- Vorlegung der Gründe aus welchen die Herren Gebrüder Wilhelm und Wenzel Grafen zu Leiningen Dachsburg in Guntersblum, ihre rechtmäßige Gräflich-Leiningische Abstammung in damit verbundene Gräflich-Leiningische Familien- und Successionsrechte behaupten. 1775.
- Anmerkungen und Abhandlungen über verschiedene Teile der Rechtsgelahrheit, 11. Theile (1. Teil, 2. Teil). Nördlingen 1778.
- Pflegordnung der des Hl. Römischen Reichs-Stadt Augsburg. 1779.
- Status Causa Leiningen-Dachsburg-Guntersblum gegen Leiningen Hartenburg, bey einen höchstweislichen Reichshofrath anhängig. 1780.
- Fabers neue Europäische Staatskanzley 3.–55. Theil. Ulm 1777 – 1783.
- Gedanken von dem ächten Begriff und Gründe der Unmittelbarkeit und Territoriagerechtigkeit in vermischten Reichslanden. Nördlingen 1785.
- Ueber anmaßliche Bestreitung, und Beschränkung der Reichsvikariatsrechte. München 1790.
- Von dem Rechte der Reichsvikarien bey Bischofswahlen. Augsburg 1791.
- Von dem Inbegriff der Reichsvikariatsgerechtsame überhaupt, und insonderheit von Vergebung eröffneter Reichslehen im Zwischenreiche. Abhandlung eines deutschen Bürgers. 1791.
- Hieronymus Andreas Mertens: Ehrendenkmal dem H. Johann Friedrich Baron von Tröttsch. Augsburg, gedruckt mit Brinkhaußerischen Schriften im Oktober 1793.